# LMSパトリオット級蒸気機関車
LMS パトリオット級蒸気機関車（LMS パトリオットきゅうじょうききかんしゃ）は、イギリスのロンドン・ミッドランド・アンド・スコティッシュ鉄道（LMS）が導入した蒸気機関車の1形式である。ヘンリー・ファウラーが設計し車輪配置 4-6-0（2C）の急行旅客列車用機関車で、1930年から1934年までに52両が製造された。本形式は、LMS ロイヤル・スコット級蒸気機関車の台枠とLNWR クロートン級蒸気機関車のボイラーを組み合わせて設計され、「ベビースコット」というニックネームがあった。1946年から1948年の間に、合計18台がLMS 改パトリオット級蒸気機関車に改造された。その後、改造を受けなかった車両はよく「未改造パトリオット級」と呼ばれていた。残った未改造の34両の機関車は、1960年から1962年に廃車された。

## 概要

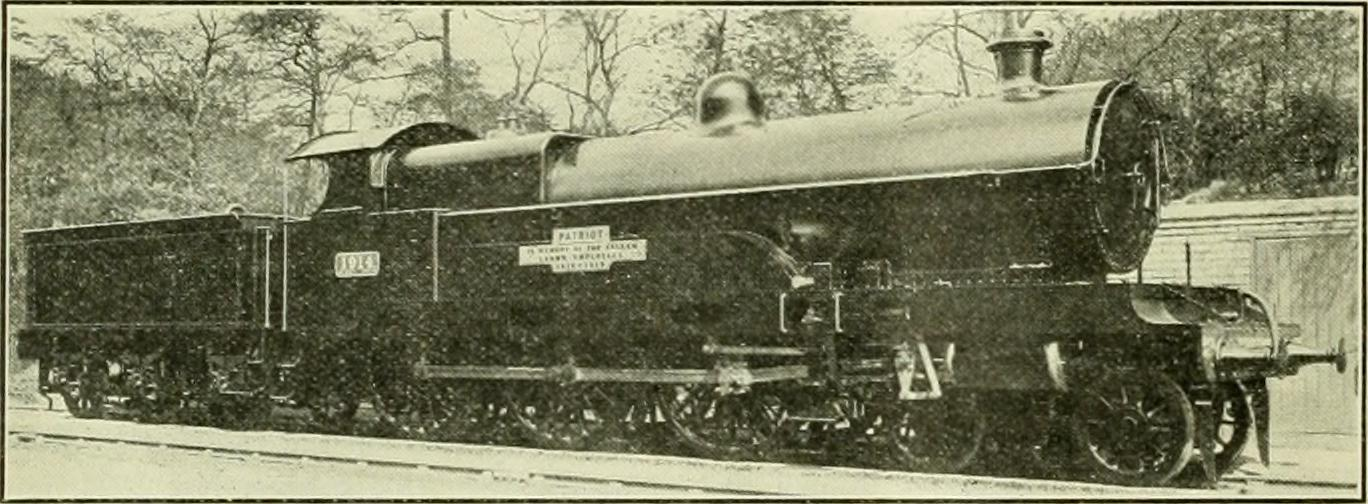
LNWRで製造されたクロートン級。改造名義でパトリオット級として製造された。

最初の2両は1930年にLNWRクロートン級のうち、No.5902サー・フランク・リーと同年に事故全損したNo.5971クロクステスから改造され、大型ボス、「ダブルラジアル」ボギートラック、およびその他の部品を備えた元の動輪を保持していた。続けて製造された50両うち、40両は実態としては新製だったが、資産ではなく損益勘定に算入できるよう、クロートン級の改造名義とされた。最後の10両は、純粋な新造機として分類された。
再改造
1946年から1949年にかけて、18両がLMS 改ロイヤル・スコット級蒸気機関車に基づき、スタニア2Aボイラー、キャブ、およびテンダーが再改造された。7両（Nos 5514/21/6 / 9-31 / 40）は、イギリス国鉄が残る45両の「ベビースコット」を継承した1948年の始めまでに再改造された。1948年3月、イギリス国鉄は番号に40000を加算して、45500–13 / 15-20 / 2-5 / 7/8 / 32-9 / 41-51に番号を付した。その後、イギリス国鉄は別に11両を再改造したため、再改造された機関車は（4）5512/14 / 21–23 / 25–32 / 34–36 / 45となった。本形式の最初の2両と改造名義の最初の10両は、標準の部品ではなかったため再改造されなかった。
一部の改造機はLMSによって再改造されたため、イギリス国鉄は再改造機としての番号を与えなかった。

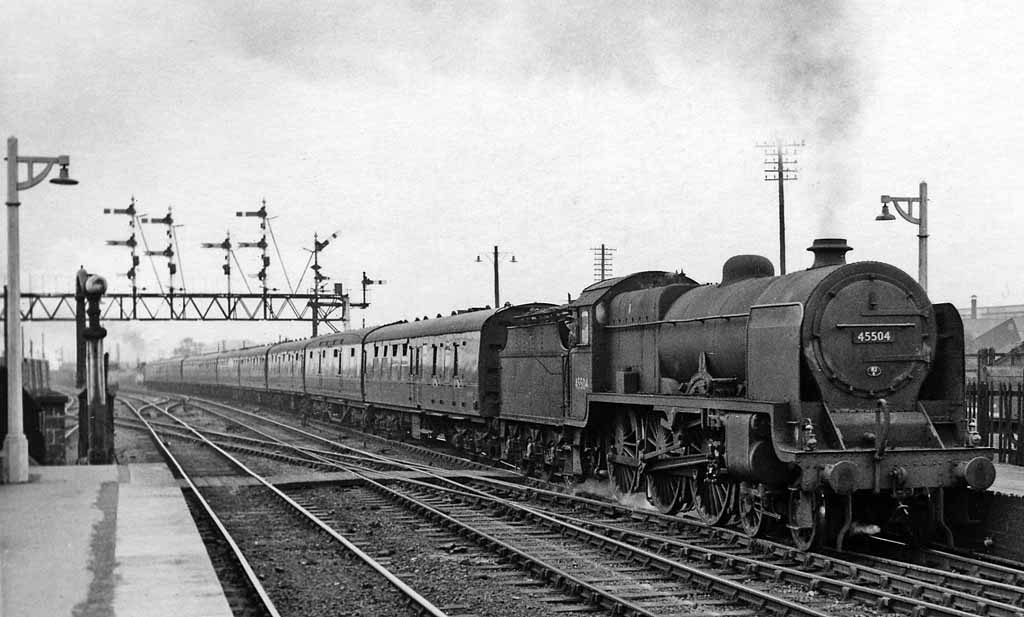
5504 ロイヤル・シグナルズは1932年に製造され、元々はLNWRのクロートン級の改造として5987の番号が付けられていた。後に5504の番号が付け直され、1937年に命名され、最終的にBR No. 45504になった。この状態でブロムスグローブで描かれている。1962年に改造されることなく廃車された。

## 関連リンク
- Rail UK database
- The LMS Patriot Project